# Граф де Офалия
Граф де Офалия — испанский дворянский титул. Он был создан 7 июля 1776 года вместе с титулом виконта де Гисхилла королем Испании Карлосом III для Бернардо О’Коннора-Фали (1698—1780), генерал-лейтенанта королевской армии.

## Графы де Офалия
|                                              | Титул                                                          | Период                                       |
| Креация создана королем Испании Карлосом III | Креация создана королем Испании Карлосом III                   | Креация создана королем Испании Карлосом III |
| -------------------------------------------- | -------------------------------------------------------------- | -------------------------------------------- |
| I                                            | Бернардо О’Коннор-Фали                                         | 1776-1780                                    |
| III                                          | Феликс Мария де Салаберт и О’Брайен                            | 1780-1807                                    |
| III                                          | Мария де лос Долорес де Салаберт и де Торрес                   | 1807-1830                                    |
| IV                                           | Мария Долорес де Салаберт и Пинедо                             | 1832-1846                                    |
| V                                            | Нарсисо де Салаберт и Пинедо                                   | 1846-1878                                    |
| VI                                           | Касильда Ремигия де Салаберт и Артеага                         | 1878-1936                                    |
| VII                                          | Луис Хесус Фернандес де Кордова и Салаберт                     | 1952-1956                                    |
| VIII                                         | Виктория Евгения Фернандес де Кордова и Фернандес де Энестроса | 1958-1961                                    |
| IX                                           | Анна Луиса де Медина и Фернандес де Кордова                    | 1962-2012                                    |
| X                                            | Виктория Елизавета де Гогенлоэ-Лангенбург и Шмидт-Полекс       | 2016 — настоящее время                       |

## История графов де Офалия

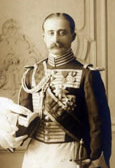
Луис Фернандес де Кордова и Салаберт, 17-й герцог де Мединасели, 7-й граф де Офалия (1880—1956)

- Бернардо О’Коннор-Фали (1698—1780), 1-й граф де Офалия. Сын Константино О’Коннора, сеньора де Офалия, и Сесилии Стоукс. Ему наследовал внук его сестры Алеи О’Коннор-Фали (1698—1738):

- Феликс Мария де Салаберт и О’Брайен (1749—1807), 2-й граф де Офалия, 5-й маркиз де ла Торресилья, 6-й маркиз де Вальдеольмос. Сын Феликса де Салаберта и Родригеса де лос Риоса, 4-го маркиза де ла Торресилья, и Исабель O’Брайен и О’Коннор-Фали (? — 1776), внук Дионисои О’Брайена и Алеи О’Коннор

1. Супруга — Роса де торрес Фелоага Понсе де Леон и Варгас (1756—1793), из рода маркизов де Наваэрмоса. Ему наследовала их дочь:

- Мария де лос Долорес де Салаберт и Торрес (? — 1831), 3-я графиня де Офалия.

1. Супруг — Нарсисо Эредия и Бегинес де лос Риос (1775—1843).

- Мария Долорес де Салаберт и Пинедо (1832—1846), 4-я графиня де Офалия. Дочь Мануэля де Салаберта и де Торреса, 6-го маркиза де ла Торресилья (1779—1834), и Марии Касильды де Пинедо Huici Baizábal y Zailorda (1799—1841), внучка 2-го графа де Офалия. Ей наследовал её старший брат:

- Нарсисо де Салаберт и Пинедо (1830—1885), 5-й граф де Офалия (1846—1878), 7-й маркиз де ла Торресилья, 8-й маркиз де Вальдеольмос, 8-й маркиз де Наваэрмоса, 7-й маркиз де ла Торре-де-Эстебан-Амбран, 10-й граф де Арамайона.

1. Супруга — Мария Хосефа де Артеага и Сильва (1832—1903), дочь Андеса Авелино де Артеаги и Ласкано Палафокса, 7-го маркиза де Вальмедиано. Ему наследовал его старшая дочь:

- Касильда Ремигия де Салаберт и Артеага (1838—1936), 6-я графиня де Офалия, 11-я герцогиня де Сьюдад-Реаль, 9-я маркиза де ла Торресилья, 9-я маркиза де Наваэрмоса, 11-я графиня де Арамайона, 8-я виконтесса де Линарес.

1. Супруг — Луис Мария Фернандес де Кордова и Перес де Баррадас (1851—1879), 16-й герцог Мединасели, 15-й герцог Ферия, 14-й герцог Алькала-де-лос-Гасулес, 16-й герцог Сегорбе, 17-й герцог Кардона, 12-й герцог Каминья, 6-й герцог Сантистебан-дель-Пуэрто.
2. Супруг — Мариано Фернандес де Энестроса и Ортис де Мионьо (1858—1919), 1-й герцог де Санто-Мауро, 4-й граф де Эстрадас. Ей наследовал в 1952 году её сын от первого брака:

- Луис Хесус Фернандес де Кордова и Салаберт (1880—1956), 7-й граф де Офалия, 12-й герцог де Сьюдад-Реаль, 17-й герцог де Мединасели, 16-й герцог де Ферия, 15-й герцог де Алькала-де-лос-Гасулес, 17-й герцог де Сегорбе, 18-й герцог де Кардона, 13-й герцог Каминья, 15-й герцог Лерма, 7-й герцог де Сантистебан-дель-Пуэрто, 3-й герцог Дения, 3-й герцог Тарифа, 10-й маркиз де ла Торресилья и т. д.

1. Супруга — Анна Мария Фернандес де Энестроса и Гайосо де лос Кобос (1879—1938).
2. Супруга — Мария де ла Консепсьон Рей и Пабло-Бланко (? — 1971).[1]. Ему наследовала в 1958 году его старшая дочь от первого брака:

- Виктория Евгения Фернандес де Кордова и Фернандес де Энестроса (1917—2013), 8-я графиня де Офалия, 13-я герцогиня де Сьюдад-Реаль, 18-я герцогиня де Мединасели и т. д.

1. Супруг — Рафаэль де Медина и Вилальонга (1905—1992). Ей наследовала в 1962 году её единственная дочь:

- Анна Луиза де Медина и Фернандес де Кордова (1940—2012), 9-я графиня де Офалия, 12-я маркиза де Наваэрмоса.

1. Супруг с 1961 года принц Максимилиано фон Гогенлоэ-Лангенбург (1931—1994), развод в 1985 году.
2. Супруг с 1985 года Хайме де Урсаис и Фернандес дель-Кастильо (1929—2003)

- Виктория Елизавета фон Гогенлоэ-Лангенбург и Шмидт-Полекс (род. 1997), 10-я графиня де Офалия, 20-я герцогиня Мединасели, дочь принца Марко Гогенлоэ-Лангенбурга, 19-го герцога де Мединасели (1962—2016), и Сандры Шмидт-Полекс (род. 1968), внучка принца Макса фон Гогенлоэ-Лангенбурга (1931—1994), и Анны Луизы де Медина и Фернандес де Кордовы, 13-й маркизы де Наваэрмоса и 9-й графини де Офалия (1940—2012), единственной дочери Виктории Евгении Фернандес де Кордовы, 18-й герцогини де Мединасели (1917—2013).